# Adejeania andina
Adejeania andina är en tvåvingeart som först beskrevs av Townsend 1912.  Adejeania andina ingår i släktet Adejeania och familjen parasitflugor.
Artens utbredningsområde är Peru. Inga underarter finns listade i Catalogue of Life.